# Dinastia de Xixunaga
A dinastia de Xixunaga (IAST: Śaiśunāga, lit. "de Xixunaga") governou o Reino de Mágada, um antigo Estado no nordeste da atual Índia. De acordo com os Puranas, ascendeu em sucessão da dinastia de Harianca. Xixunaga, seu fundador, foi inicialmente um amatia ou "ministro" do último Harianca, Nagadasaca, e ascendeu ao trono após uma rebelião popular em c. 413 a.C.. Sua capital inicialmente era Rajagria; mas depois mudou para Pataliputra, no reinado de Calaxoca. De acordo com a tradição, Calaxoca foi sucedido por seus dez filhos. Esta dinastia foi sucedida pelo Império Nanda em c. 345 a.C..

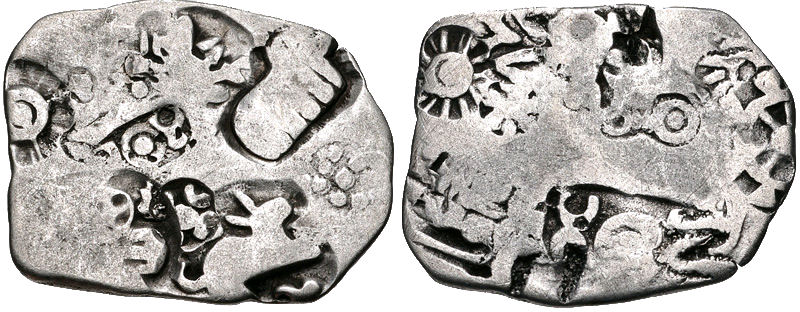
Carxapana do Reino de Mágada de ca.